# 1930年大西洋飓风季
1930年大西洋飓风季是有纪录以来除1914年大西洋飓风季外活跃度最低的大西洋飓风季，一共只形成三个达到热带风暴强度的天气系统。三场风暴中有两场达到飓风标准，并且都成为大型飓风，即按现代萨菲尔-辛普森飓风等级标准都达到三级飓风或以上强度。第一场风暴于8月21日在中大西洋成型。一个多星期后，人称多米尼加共和国飓风的第二场风暴形成，最高风速达到每小时250公里，属四级飓风标准。全季第三场、也是最后一场风暴于10月21日消散。
全季形成的风暴很少，只有第二场飓风曾经登陆。但是，这场风暴对大安的列斯群岛构成重创，并以多米尼加共和国灾情特别严重，飓风之后又登陆古巴及美国佛罗里达州和北卡罗莱纳州，只是这些地区灾情相对较轻。估计单多米尼加共和国就有两千至八千人因风暴丧生，是有纪录以来最致命的大西洋飓风之一。本季其他风暴都没有影响陆地，但第一场飓风曾令开放海域的一艘游轮受损。
本季的活跃程度也通过相对较低的累积气旋能量指数反映出来，只有50。大致来说，气旋能量指数以飓风强度和持续时间计算，强度越高、持续时间越长的风暴，其指数也相应越高。只有在热带天气系统风速达到或超过每小时63公里（34节）或热带风暴强度时才会计算这项指数，并纳入全面的气象公告。

## 风暴

### 第一号飓风
本季首场飓风于8月21日在中大西洋出现，气旋起初朝西面移动并缓慢增强。8月22日，风暴附近一艘汽船的构造受到破坏。8月24日达到飓风强度后，气旋转向西北，于8月25日掠过百慕大期间达到风力时速205公里的最高强度，在现代萨菲尔-辛普森飓风等级下属三级飓风标准。风暴转朝东北方向前进，以二级飓风强度袭击一艘法国游轮，船只受到大浪冲击，导致40名乘客受伤，船上玻璃碎裂。8月28日，强度仍达二级飓风标准的风暴转变成温带气旋。温带风暴接下来几天里朝正东方向的亚速尔群岛逼近并逐渐减弱，之后突然大幅转向北上并逐渐消散。

### 第二号飓风
8月29日，小安的列斯群岛以东较远处洋面发展出热带低气压。气旋起初朝西飘移并逐渐增强，于次日清晨成为热带风暴。到了8月31日，系统已强化至一级飓风标准。9月1日，飓风进入加勒比海，以二级飓风强度经过多米尼克。气旋继续增强，于9月2日成为三级飓风，次日又达到四级飓风标准。根据船只观测结果，飓风于协调世界时9月3日下午18点左右达到持续风速每小时250公里的最高强度，并在几乎同一时间从圣多明哥附近登陆多米尼加共和国。
受伊斯帕尼奥拉岛的山地影响，飓风迅速减弱，强度在9月4日回落到热带风暴标准。气旋在加勒比海上空西进，未经重新增强就于9月6日中午左右以风力时速65公里强度从古巴西部登陆。风暴接下来进入墨西哥湾并蜿蜒朝东北方向前进。9月9日上午9点，气旋又以持续风速每小时75公里强度从佛罗里达州布雷登顿附近登陆，并在当天穿越该州期间弱化成热带低气压。次日进入大西洋后，气旋恢复热带风暴强度，并于9月12日清晨在南卡罗莱纳州近海再度增强成飓风。风暴接下来掠过北卡罗莱纳州外滩群岛，然后又朝海上进发，之后在向东移动期间进一步强化成二级飓风。9月16日清晨，飓风再次减弱成热带风暴，次日又消退成热带低气压，最终于9月17日晚在亚速尔群岛西南方向消散。
飓风在穿越大安的列斯群岛期间产生狂风暴雨。多米尼加共和国的农作物受到重创，停在港口的船只全部沉没，导致两人遇难。波多黎各的种植园受到轻度破坏，降雨对当地总体“利大于弊”。多米尼加共和国首都圣多明哥有三个区被彻底摧毁，全城有半数地区被飓风夷为平地。该市遭受的损失总额估计达5000万美元（1930年美元），红十字会估计全城有2000人丧生，另有8000人受伤。但确切的死亡人数可能永远无法确知，历史学家估计该国死亡人数在2000到8000之间。海地的农作物受到风暴破坏。佛罗里达州希尔斯波罗县测得200至230毫米降水，新闻报导中称降雨令公路和桥梁受损，还有农作物被淹，该州的经济损失约为7万5000美元。气旋以飓风强度经过外滩群岛，同时还在逐渐增强，当地普遍出现电力中断，了望峡的建筑受到重创。

### 第三号热带风暴
10月18日，本季最后一场风暴在坎佩切湾发展成型，所处位置在锋区尾部。虽然美国墨西哥湾近海存在冷空气平流，但系统还是因周围的暖空气而增强成热带风暴。气旋朝东北方向移动并达到风力时速110公里的最高强度。最终，风暴在冷空气平流的影响下快速减弱，到10月21日早上6点时已完全消散。